# Абхазская письменность
Абхазская письменность (абх. Аԥсуа ҩыра, Аԥсуа нбан) — письменность абхазского языка. За время своего существования несколько раз меняла свою графическую основу и неоднократно реформировалась. В настоящее время абхазская письменность функционирует на кириллице. В истории абхазской письменности выделяется 4 этапа:
- 1862—1926 годы — письменность на основе кириллицы
- 1926—1938 — письменность на основе латиницы
- 1938—1954 — письменность на основе грузинского алфавита
- с 1954 — письменность на основе кириллицы

## Предыстория
До середины XIX века абхазский язык не имел своей письменности. Грамотное население Абхазии в качестве литературного языка использовало греческий (до IX века), грузинский (IX—XIX века) и турецкий (XVIII век) языки. Вместе с тем некоторые исследователи пытались расшифровать на основе абхазского языка древние надписи, найденные на западном Кавказе (например Майкопская плита).
Первые записи абхазского языка появились в 1640-е годы, когда турецкий путешественник Эвлия Челеби записал арабским письмом 40 слов и фраз из абхазо-адыгских языков, которые он называл одним словом «абаза». Позднее, в XVIII — начале XIX веков, записи отдельных абхазских слов и фраз фиксируются в трудах И. А. Гюльденштедта, Г. Розена, П. С. Палласа и Ю. Клапрота.

## Кириллица Услара

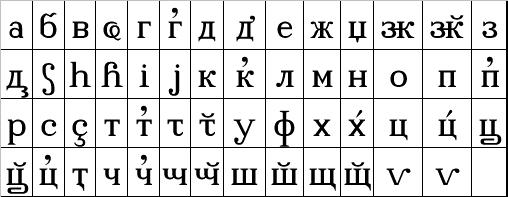
Абхазский алфавит в версии М. Р. Завадского (1887)

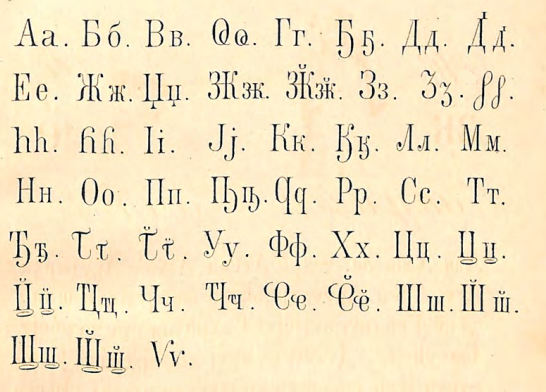
Абхазский алфавит в версии Мачавариани и Гулиа (1892)

В 1862 году российский учёный П. К. Услар издал первую грамматику абхазского языка — монографию «Абхазский язык». К этой книге была приложена первая абхазская азбука.
Абхазский алфавит, составленный Усларом, в своей основе имел кириллицу. При создании алфавита Услар использовал разработки академика Шёгрена, использованные им в 1840-е годы для создания осетинский кириллической письменности. В первом абхазском алфавите было 55 знаков (в издании все они приведены только в рукописной форме). Основной массив букв был взят из русского алфавита: а, б, в, г, д, е, ж, з, і, к, л, м, н, о, п, р, с, т, у, ф, х, ц, ч, ш, ѵ. Некоторые буквы представляли собой видоизменённые знаки русского алфавита — ӡ, ҩ, ҽ, ꚏ, ꚅ, ꚗ. Из греческого алфавита Услар взял буквы ꚃ и ꚍ, из грузинского — წ, ჭ и другие (всего 4 знака), из латинского — һ, ꚕ, ј, ԛ. Кроме того в алфавите использовались различные диакритические знаки — кратка (˘) над буквами ꚅ, ꚍ, ꚏ, ҽ, ш, ꚗ, седиль (¸) под буквами г, к, п, с, т и акут (´) над буквой х.
В 1865 году под руководством генерала И. А. Бартоломея был выпущен первый абхазский букварь, в котором с минимальными изменениями использовался алфавит Услара. Также в немного изменённом виде этот алфавит использовался в букваре 1892 года, составленном К. Д. Мачавариани и Д. Гулиа.

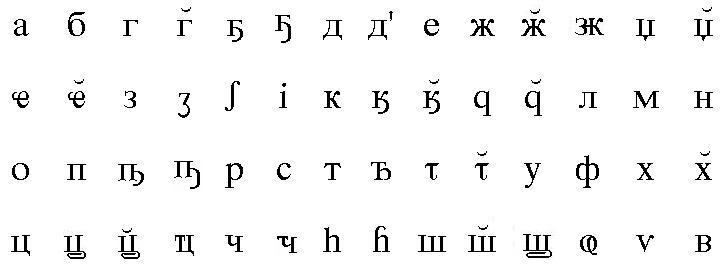
Алфавит из букваря А. Чочуа (1925)

В 1887 году монография Услара была переиздана М. Р. Завадским. При этом использованные в первом издании рукописные начертания букв были заменены печатными, а в их внешний вид были внесены некоторые изменения. В частности, седиль была заменена надбуквенной запятой, а грузинские буквы заменены кириллическими. В дальнейшем абхазская письменность стала развиваться на основе именно этого варианта алфавита.
В конце XIX века модифицированный вариант алфавита Услара-Завадского был принят Абхазским переводческим комитетом, который занимался переводом Библии на абхазский язык. На этом алфавите издавалась в основном религиозная литература, но в небольшом количестве также учебная и художественная. С небольшими изменениями он использовался в серии букварей, составленных А. М. Чочуа (первый из них вышел в 1909 году и с небольшими изменениями переиздавался до 1925 года). Этот алфавит действовал до 1926 года, на нём издавалась учебная и художественная литература, газеты и прочее, но алфавит не имел стабильной нормы, и в разных изданиях его состав мог несколько различаться.
Алфавит переводческого комитета имел следующий вид:
| А а | Б б | В в | Г г | Г̆ г̆ | Ҕ ҕ | Ҕ̆ ҕ̆ | Д д | Ꚁ ꚁ | Е е | Ж ж | Ӂ ӂ |
| Ꚅ ꚅ | Ꚅ̆ ꚅ̆ | Џ џ | Џ̆ џ̆ | Ҽ ҽ | Ҽ̆ ҽ̆ | З з | Ӡ ӡ | Ꚃ ꚃ | І і | К к | К̆ к̆ |
| Ӄ ӄ | Ӄ̆ ӄ̆ | Ԛ ԛ | Ԛ̆ ԛ̆ | Л л | М м | Н н | О о | П п | Ҧ ҧ | Р р | С с |
| Т т | Ꚋ ꚋ | Ꚍ ꚍ | Ꚍ̆ ꚍ̆ | У у | Ф ф | Х х | Х̆ х̆ | Ц ц | Ꚏ ꚏ | Ꚏ̆ ꚏ̆ | Ҵ ҵ |
| Ч ч | Ꚓ ꚓ | Һ һ | Ꚕ ꚕ | Ш ш | Ш̆ ш̆ | Ꚗ ꚗ | Ꚗ̆ ꚗ̆ | Ҩ ҩ | Ѵ ѵ |     |     |

## Латинский алфавит

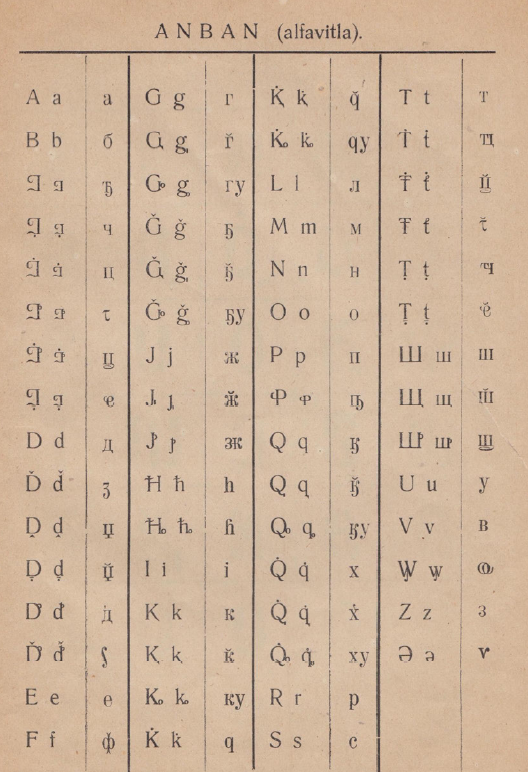
Абхазский аналитический алфавит Н. Я. Марра (1926—1928 годы)

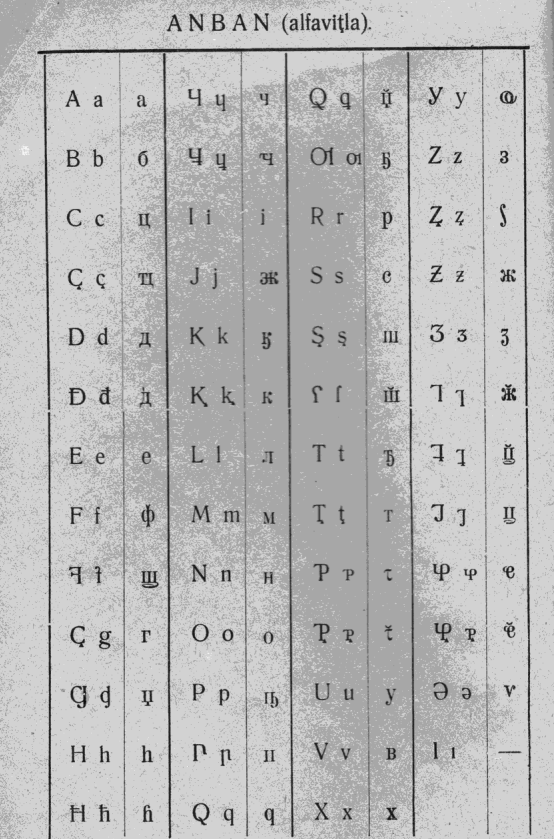
Абхазский латинизированный алфавит из букваря 1930 года

Первый опыт создания абхазского алфавита на основе латинской графики был предпринят в 1919 году, когда в Стамбуле вышел букварь за авторством Мустафы Бутбы. Алфавит этого букваря имел следующий вид: a, e, ı, i, o, u, ᴇ, b, p, t, c, ç, h, x, x̂, d, z, r, j, ӡ, s, ŝ, g, ĝ, f, k, q, q̂ , l, m, n, v, y. Однако этот алфавит не получил практического применения. Также в современной Турции предпринимаются попытки создания абхазской письменности на латинице.
В 1926 году в Абхазской ССР в рамках общесоюзного процесса латинизации была принята новая письменность на основе латинской графики — так называемый абхазский аналитический алфавит, разработанный академиком Н. Я. Марром и использовавшийся до этого в научных изданиях. На этом алфавите началось книгоиздание, он был внедрён в школах, но его чрезвычайная сложность (64 знака + 9 знаков бзыбского диалекта, «двухъярусная» диакритика, сложность графического начертания), а также набиравший силу процесс унификации алфавитов народов СССР вынудили в скором времени отказаться от него.
В 1928 году С. Чанба, М. Хашба и Н. Ф. Яковлев разработали новый абхазский алфавит на латинской основе. Этот алфавит оказался более удобным, чем аналитический алфавит Марра, и вскоре он был принят как официальный. В этом алфавите по сравнению с предыдущими были отменены отдельные знаки для палатализованных звуков, а вместо них был введён знак ı. Для обозначения лабиализации был использован знак u. Это позволило сократить размер алфавита до 51 знака. Однако Н. Ф. Яковлев отмечал, что возможно и дальнейшее (до 40) сокращение знаков алфавита. В 1933 году в целях упрощения из алфавита были исключены заглавные буквы. Этот алфавит функционировал до 1938 года.
В 1990-е годы предлагались несколько проектов по переводу абхазской письменности на латиницу, но они так и не были реализованы.
| Лат. | Кир. | Лат. | Кир. | Лат. | Кир. | Лат. | Кир. | Лат. | Кир. | Лат. | Кир. | Лат. | Кир. | Лат. | Кир. |
| ---- | ---- | ---- | ---- | ---- | ---- | ---- | ---- | ---- | ---- | ---- | ---- | ---- | ---- | ---- | ---- |
| A    | А    | D    | Д    | G    | Г    | I    | И    | L    | Л    | Qw   | Ҟу   | Tv   | Тә   | Xi   | Хь   |
| B    | Б    | Db   | Дә   | Gi   | Гь   | J    | Жь   | M    | М    | R    | Р    | Tp   | Ҭә   | Xw   | Ху   |
| C    | Ц    | Ds   | Џ    | Gw   | Гу   | K    | К    | N    | Н    | S    | С    | Tc   | Ҿ    | Y    | Ҩ    |
| Cf   | Ҵә   | Dj   | Џь   | Gh   | Ӷ    | Ki   | Кь   | O    | О    | Sh   | Ш    | Ts   | Ҽ    | Z    | З    |
| Cs   | Ҵ    | Dz   | Ӡ    | Gj   | Ӷь   | Kv   | Ку   | P    | Ԥ    | Sj   | Шь   | U    | Ы    | Jz   | Ж    |
| Cv   | Цә   | Dv   | Ӡә   | Gv   | Ӷу   | Kh   | Қ    | Ph   | П    | Sf   | Шә   | V    | В    | Zv   | Жә   |
| Ch   | Ч    | E    | Е    | H    | Ҳ    | Kj   | Қь   | Q    | Ҟ    | T    | Ҭ    | W    | (уы) |      |      |
| Cj   | Ҷ    | F    | Ф    | Hv   | Ҳә   | Kw   | Қу   | Qi   | Ҟь   | Th   | Т    | X    | Х    |      |      |

В 2019 году абхазский лингвист и бывший министр иностранных дел Абхазии В. Чирикба выступил с проектом создания единого алфавита на основе латиницы для абхазского и абазинского языков; одной из целей является устранение различий в передаче одних и тех же фонетических явлений, из-за чего тексты на близкородственном абазинском языке в современной графике практически нечитаемы для абхазов, и наоборот; в единой же графике родственные слова обоих языков легко узнаваемы.

## Алфавит на основе грузинского

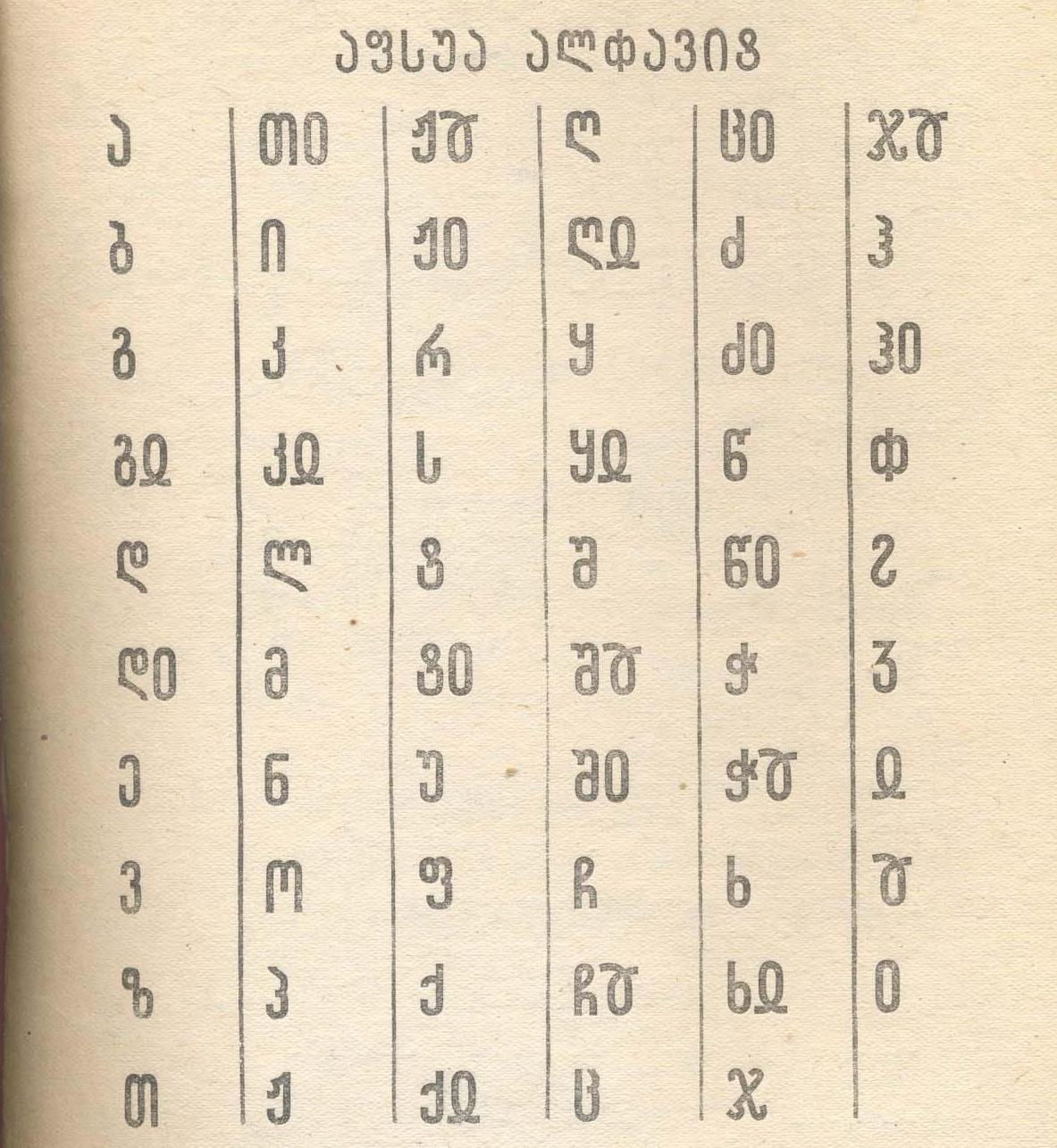
Абхазский алфавит на основе грузинского

В 1937 году на Абхазской областной конференции КП(б) Грузии было принято решение о переводе абхазской письменности на грузинскую графическую основу. В декабре того же года на совещании в Абхазском НИИ были рассмотрены представленные проекты алфавита. Были рассмотрены два основных проекта: проект Д. И. Гулиа, С. Н. Джанашиа и А. Г. Шанидзе, в котором предлагалось отображать специфические абхазские звуки с помощью служебных значков, а также проект М. Л. Хашба и А. М. Чочуа, в котором предлагалось использовать особые начертания букв для каждого звука. В итоге был принят алфавит, основанный на проекте Гулиа, Джанашиа и Шанидзе.
В новый абхазский алфавит вошли все 33 буквы грузинского алфавита (ა, ბ, გ, დ, ე, ვ, ზ, თ, ი, კ, ლ, მ, ნ, ო, პ, ჟ, რ, ს, ტ, უ, ფ, ქ, ღ, ყ, შ, ჩ, ც, ძ, წ, ჭ, ხ, ჯ, ჰ), а также дополнительные буквы ჶ, ჷ, ჳ. Кроме того использовались дополнительные знаки ჲ, ჾ, ჿ, ставившиеся после основной буквы для обозначения палатализованных, интенсивных и лабиализованных согласных соответственно.

## Современный алфавит
В 1954 году вместо алфавита на основе грузинской графики был вновь введён кириллический алфавит. В своей основе он базировался на алфавите Услара-Завадского, хотя и претерпел значительные изменения. В алфавит вошли 38 одинарных букв и 18 диграфов.
Лабиализованные согласные обозначаются диграфами с помощью знака шва — ә. До орфографической реформы 1996 года шесть лабиализованных звуков обозначались не с помощью ә, а с помощью у: гу, ҕу, ку, қу, ҟу, ху; эти шесть диграфов официально не занимали отдельного места в алфавите. По утверждению Х. С. Бгажбы, это было связано с тем, что эти согласные имеют несколько другой характер лабиализации.
Палатализованные согласные обозначаются диграфами с помощью мягкого знака (ь) и все занимают отдельное место в алфавите.
В настоящее время абхазский алфавит имеет следующий вид:
| А а [aː]        | Б б [b]     | В в [v]         | Г г [ɡ]       | Гь гь [ɡʲ]    | Гә гә [ɡʷ]  | Ӷ ӷ [ʁ/ɣ]  | Ӷь ӷь [ʁʲ/ɣʲ] |
| Ӷә ӷә [ʁʷ/ɣʷ]   | Д д [d]     | Дә дә [dʷ]      | Е е [ɛ]       | Ж ж [ʐ]       | Жь жь [ʒ]   | Жә жә [ʒʷ] | З з [z]       |
| Ӡ ӡ [d͡z]        | Ӡә ӡә [d͡ʑʷ] | И и [j/jɨ/ɨj/i] | К к [kʼ]      | Кь кь [kʼʲ]   | Кә кә [kʼʷ] | Қ қ [kʰ]   | Қь қь [kʲʰ]   |
| Қә қә [kʷʰ]     | Ҟ ҟ [qʼ]    | Ҟь ҟь [qʼʲ]     | Ҟә ҟә [qʼʷ]   | Л л [l]       | М м [m]     | Н н [n]    | О о [ɔ]       |
| П п [pʼ]        | Ԥ ԥ [pʰ]    | Р р [r]         | С с [s]       | Т т [tʼ]      | Тә тә [tʼʷ] | Ҭ ҭ [tʰ]   | Ҭә ҭә [tʷʰ]   |
| У у [w/wɨ/ɨw/u] | Ф ф [f]     | Х х [x/χ]       | Хь хь [xʲ/χʲ] | Хә хә [xʷ/χʷ] | Ҳ ҳ [ħ]     | Ҳә ҳә [ħʷ] | Ц ц [t͡s]      |
| Цә цә [t͡ɕʷʰ]    | Ҵ ҵ [t͡sʼ]   | Ҵә ҵә [t͡ɕʼʷ]    | Ч ч [t͡ʃʰ]     | Ҷ ҷ [t͡ʃʼ]     | Ҽ ҽ [t͡ʂʰ]   | Ҿ ҿ [t͡ʂʼ]  | Ш ш [ʂʃ]      |
| Шь шь [ʃ]       | Шә шә [ʃʷ]  | Ы ы [ɨ]         | Ҩ ҩ [ɥ/ɥˤ]    | Џ џ [d͡ʐ]      | Џь џь [d͡ʒ]  | ь [ʲ]      | ә [ʷ]         |

Начертание букв Ԥ и Ӷ менялось на протяжении истории: постепенно вместо крюка стал использоваться нижний выносной элемент. В 2008 году в Unicode (версии 5.2) современные рисунки Ӷ и Ԥ были закодированы отдельно от Г с крюком и П с крюком; Ҕ и Ҧ предполагается использовать для отражения старой орфографии.

## Сравнение систем записи абхазского языка
Ниже в таблице приводятся:
1. Современный абхазский алфавит на кириллической основе
2. Транскрипция с помощью знаков МФА[13]
3. Транслитерация согласно стандарту ISO 9:1995 и ГОСТ 7.79—2000.
4. Алфавит П. К. Услара в редакции М. Р. Завадского (1887)
5. Алфавит переводческого комитета
6. Абхазский аналитический алфавит Н. Я. Марра (1926—1928)
7. Абхазский алфавит на латинской основе (1928—1938) (в связи с отсутствием ряда символов этого алфавита в Юникоде они переданы с помощью изображений)
8. Абхазский алфавит на грузинской основе (1938—1954)

Серым цветом выделены ячейки со знаками, официально не входившими в состав алфавита.
| 1     | 2 (МФА)   | 3 (ISO) | 4 (Услар) | 5 (ПК) | 6 (Марр) | 7 лат. | 8 мхедрули |
| А а   | a         | a       | а         | а      | a        | a      | ა          |
| Б б   | b         | b       | б         | б      | b        | b      | ბ          |
| В в   | v         | v       | в         | в      | v        | v      | ვ          |
| Г г   | g         | g       | г         | г      | g        | g      | გ          |
| Гь гь | gʲ        | g'      | гj        | г̆      | gˌ       | gı     | გჲ         |
| Гә гә | gʷ        | gã      | гу        | гу     | g˚       | gu     | გუ         |
| Ӷ ӷ   | ɣ ~ ʁ     | ğ       | г̓         | ҕ      | ǧ        | ƣ      | ღ          |
| Ӷь ӷь | ɣʲ ~ ʁʲ   | ğ'      | г̓j        | ҕ̆      | ǧˌ       | ƣı     | ღჲ         |
| Ӷә ӷә | ɣʲʷ ~ ʁʲʷ | ğ'ã     | г̓у        | ҕу     | ǧ˚       | ƣu     | ღუ         |
| Д д   | d         | d       | д         | д      | d        | d      | დ          |
| Дә дә | dʷ        | dã      | д̓         | ꚁ      | d˚       | đ      | დჿ         |
| Е е   | ɛ         | e       | е         | е      | e        | e      | ე          |
| Ж ж   | ʐ         | ž       | ж         | ж      | ȷ        | ƶ      | ჟჾ         |
| Жь жь | ʒ         | ž'      | жj        | ӂ      | ȷˌ       |        | ჟ          |
| Жә жә | ʒʷ        | žã      | ꚅ         | ꚅ      | ȷ˚       | j      | ჟჿ         |
|       |           |         | ꚅ̓         | ꚅ̆      | ȷˌ˚      |        |            |
| Џ џ   | ɖʐ        | d̂       |           | џ      | ḓ        |        | ჯჾ         |
| Џь џь | ʤ         | d̂'      | џ         | џ̆      | ḏ̣        | ꝗ      | ჯ          |
| Ҽ ҽ   | ʈʂ        | č       | ꚇ         | ҽ      | ϑ̱̣        |        | ჩჾ         |
| Ҿ ҿ   | ʈʂ’       | č̦       | ꚇ̆         | ҽ̆      | ṯ̣        |        | ჭჾ         |
| З з   | z         | z       | з         | з      | z        | z      | ზ          |
|       |           |         |           |        | ⱬ        |        |            |
| Ӡ ӡ   | ʣ         | źã      | ꚉ         | ӡ      | ď        | ᴣ      | ძ          |
|       |           |         |           |        | ďˌ       |        |            |
| Ӡә ӡә | ʥʷ        | źã'     | ꚃ         | ꚃ      | ď˚       | ⱬ      | ძჿ         |
| И и   | i:, j, jə | i       | i         | i      | i        | i      | ი          |
|       |           |         | j         |        | y        |        |            |
| К к   | k’        | k       | к         | к      | k        | ⱪ      | კ          |
| Кь кь | kʲ’       | k'      | кj        | к̆      | kˌ       | ⱪı     | კჲ         |
| Кә кә | kʲ’ʷ      | k'ã     | ку        | ку     | k˚       | ⱪu     | კუ         |
| Қ қ   | kʰ        | ķ       | к̓         | ӄ      | q        | k      | ქ          |
| Қь қь | kʲʰ       | ķ'      | к̓j        | ӄ̆      | qˌ       | kı     | ქჲ         |
| Қә қә | kʲʰʷ      | ķ'ã     | к̓у        | ӄу     | q˚       | ku     | ქუ         |
| Ҟ ҟ   | q’        | k̄       | q         | q      | k̇        | q      | ყ          |
| Ҟь ҟь | qʲ’       | k̄'      | qj        | q̆      | k̇ˌ       | qı     | ყჲ         |
| Ҟә ҟә | qʲ’ʷ      | k̄'ã     | qу        | qу     | k̇˚       | qu     | ყუ         |
| Л л   | l         | l       | л         | л      | l        | l      | ლ          |
| М м   | m         | m       | м         | м      | m        | m      | მ          |
| Н н   | n         | n       | н         | н      | n        | n      | ნ          |
| О о   | o         | o       | о         | о      | o        | o      | ო          |
| Ҩ ҩ   | ɥ (< ʕʷ)  | ò       | ҩ         | ҩ      | w̧        | y      | ჳ          |
| П п   | p’        | p       | п         | п      | p        |        | პ          |
| Ԥ ԥ   | pʰ        | ṕ       | п̓         | ҧ      | φ        | p      | ფ          |
| Р р   | r         | r       | р         | р      | r        | r      | რ          |
| С с   | s         | s       | с         | с      | s        | s      | ს          |
|       |           |         | ҫ         |        | sˌ       |        |            |
| Т т   | t’        | t       | т         | т      | t        |        | ტ          |
| Тә тә | tʷ’       | tã      | ꚍ̆         | ꚍ̆      | t˚       |        | ტჿ         |
| Ҭ ҭ   | tʰ        | ţ       | т̓         | ꚋ      | ϑ        | t      | თ          |
| Ҭә ҭә | tʷ        | ţã      | ꚍ         | ꚍ      | ϑ˚       |        | თჿ         |
| У у   | w, wə, u: | u       | у         | у      | w        | u      | უ          |
| Ф ф   | f         | f       | ф         | ф      | f        | f      | ჶ          |
| Х х   | x ~ χ     | h       | х         | х      | q̇        | x      | ხ          |
| Хь хь | xʲ ~ χʲ   | h'      | хj        | х̆      | q̇ˌ       | xı     | ხჲ         |
| Хә хә | xʲʷ ~ χʲʷ | h'ã     | ху        | ху     | q̇˚       | xu     | ხუ         |
|       |           |         | х̍         |        | q̱̇        |        |            |
|       |           |         | х̍у        |        | q̱̇˚       |        |            |
| Ҳ ҳ   | ħ         | h̦       | h         | h      | ħ        | h      | ჰ          |
| Ҳә ҳә | ħʷ        | h̦ã      | ꚕ         | ꚕ      | ħ˚       | ħ      | ჰჿ         |
| Ц ц   | ʦʰ        | c       | ц         | ц      | ϑ̇        | c      | ც          |
|       |           |         | ц̍         |        | ϑ̇ˌ       |        |            |
| Цә цә | ʨʷʰ       | cã      | ꚏ         | ꚏ      | ϑ̇˚       |        | ცჿ         |
| Ҵ ҵ   | ts’       | c̄ã      | ц̓         | ҵ      | ṫ        |        | წ          |
| Ҵә ҵә | ʨʷ’       | c̄       | ꚏ̆         | ꚏ̆      | ṫ˚       |        | წჿ         |
|       |           |         | т̨         |        | ṫˌ       |        |            |
| Ч ч   | ʧʰ        | č       | ч         | ч      | ϑ̣        | ɥ      | ჩ          |
| Ҷ ҷ   | ʧ’        | c̦       | ч̓         | ꚓ      | ṭ        |        | ჭ          |
| Ш ш   | ʂ         | š       | ш         | ш      | ш        |        | შჾ         |
| Шь шь | ʃ         | š'      | ш̆         | ш̆      | щ        | ſ      | შ          |
| Шә шә | ʃʷ        | šã      | щ         | ꚗ      | ш˚       |        | შჿ         |
|       |           |         | щ̆         | ꚗ̆      | щ˚       |        |            |
| Ы ы   | ɨ         | y       | ѵ         | ѵ      | ə        | ə      | ჷ          |

## Пример текста
Пример текста на абхазском языке (выдержка из Всеобщей декларации прав человека):

Ахәҭаҷ 1 Дарбанзаалак ауаҩы дшоуп ихы дақәиҭны. Ауаа зегь зинлеи патулеи еиҟароуп. Урҭ ирымоуп ахшыҩи аламыси, дара дарагь аешьеи аешьеи реиԥш еизыҟазароуп.

Ахәҭаҷ 2 Дарбанзаалак ауаҩы абри Адекларациа ирыланаҳәо азинқәеи ахақәиҭрақәеи зегь имазароуп, милаҭлеи, хаҵалеи ԥҳәыслеи, бызшәалеи, хылҵшьҭралеи, динлеи, маллеи, маҵуралеи, нхарҭа ҭыԥлеи дунеихәаԥшышьалеи, цәаԥшшәахәылеи дызҵазкуазаалак.

Иара убас дахьықәнхо атәыла аполитикатә, азинтә, ма Адунеижәларбжьаратәи астатус зеиԥшразаалак, уи атәыла хьыԥшымзаргь, ма ахатә напхгара амамкуа азәыр инапаҵаҟа иҟазагь, мамзаргьы даҽакала ахақәиҭра наза амамзаргьы.